# Ryszard Mrozek
Ryszard Mrozek (ur. 14 czerwca 1954 w Wałczu) – polski piłkarz, obrońca. Wychowanek Radomiaka Radom, w którym spędził całą piłkarską karierę z przerwą na służbę wojskową w Czarnych Radom. Grał w nim na boiskach od ligi okręgowej aż po rozgrywki ekstraklasy, w których w 28 spotkaniach strzelił 1 bramkę.

## Kariera piłkarska
Pierwsze piłkarskie kroki stawiał w Radomiaku jako junior pod okiem trenera Kazimierza Kszczotka. Początkowo grał w pomocy, ale później przekwalifikowany został na prawego obrońcę.
W 1977 roku z Radomiakiem awansował do II ligi, a w 1984 do I ligi. W 1. kolejce ligowej sezonu 1984/84 strzelił bramkę w wygranym meczu z Bałtykiem Gdynia 3:0. Do końca rozgrywek nie rozegrał jedynie dwóch meczów. Przez pierwsze 3 kolejki ze swoją drużyną obejmował pozycję lidera, a rundę jesienną zakończył na 5. miejscu. Po słabszej grze jesienią zajął przedostatnią lokatę i razem z Wisłą Kraków spadł z najwyższej klasy ligowej. W 1986 roku Mrozek zakończył karierę.

## Styl gry
Słynął z twardej i zdecydowanej gry, ale nigdy nie grał brutalnie. Mierząc 168 cm, pojedynkował się z bardziej rosłymi rywalami i zazwyczaj te potyczki wygrywał. Określany jako "mały wzrostem, ale wielki duchem". Ani razu nie został ukarany czerwoną kartką. W Radomiaku pełnił również funkcję kapitana.

## Po zakończeniu kariery
W 1995 roku został wybrany najlepszym piłkarzem Radomiaka z okazji obchodów 85-lecia klubu. Po zakończeniu kariery grywał w piłkę nożną amatorsko. Grał w amatorskiej drużynie „Taxi”. Był także taksówkarzem, a potem został kierowcą w jednej z radomskich firm.
Równolegle w sezonie 2001/2002 występował w reaktywowanej drużynie Radomiaka II.